# NGC 3214
NGC 3214 (другие обозначения — MCG 10-15-71, ZWG 290.32, PGC 30419) — линзовидная галактика в созвездии Большой Медведицы. Открыта Ральфом Коуплендом в 1874 году.
Этот объект входит в число перечисленных в оригинальной редакции «Нового общего каталога».
На северной оконечности галактики в 2018 году обнаружена вспышка сверхновой типа Ia, получившей обозначение SN2018L.
Галактика образует пару со спиральной галактикой UGC 5579, находящейся в 23′ к северо-западу.